# Conselho da Federação

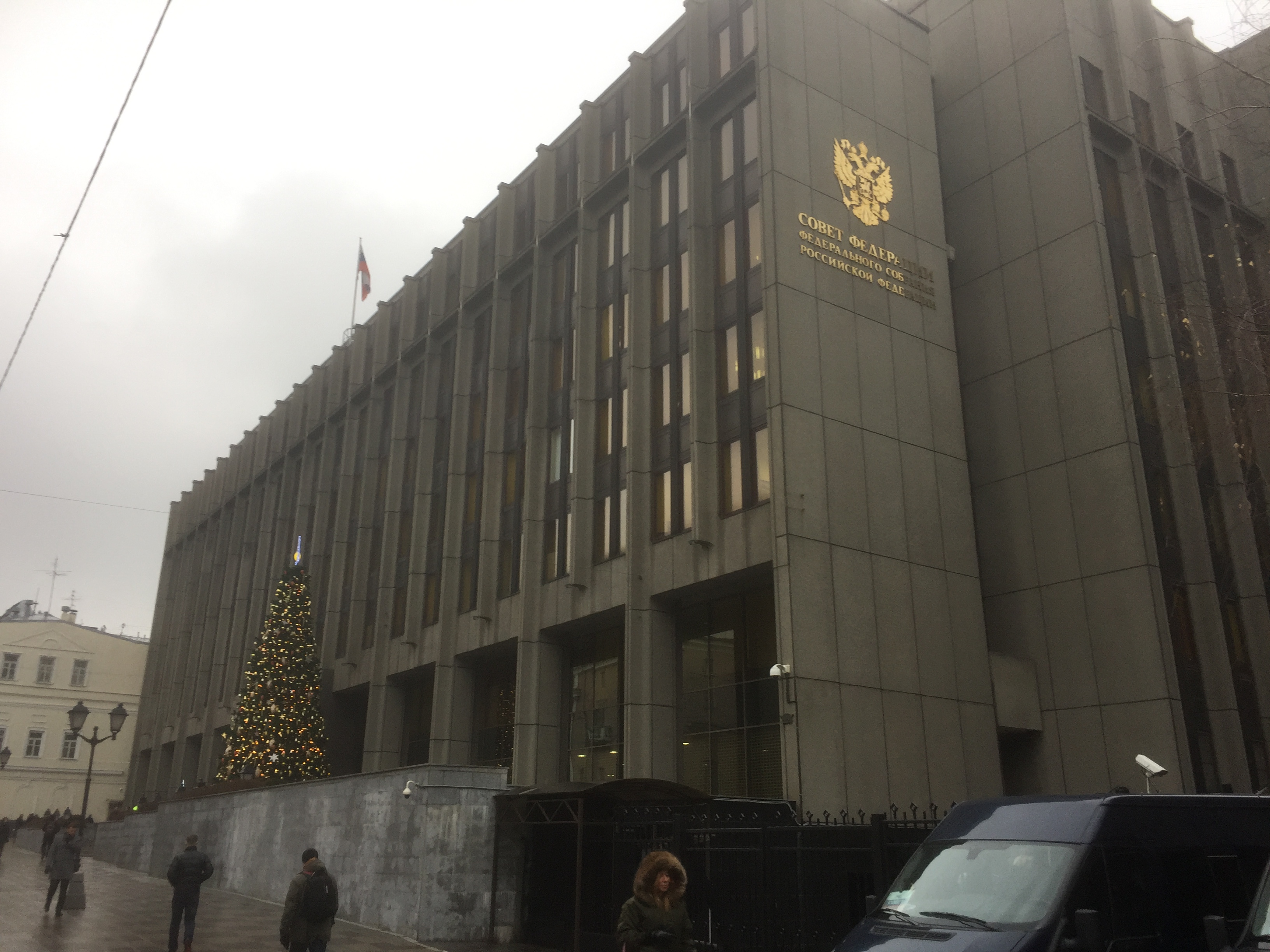
Prédio do Conselho da Federação em 2017

O Conselho da Federação (em russo:  Сове́т Федера́ции, Soviet Federatsii, abreviatura comum: Совфед – Sovfed), ou Senado (oficialmente, a partir de 1º de julho de 2020) (em russo:  Сенат), é a câmara alta da Assembleia Federal da Rússia, (o parlamento da Federação Russa), de acordo com a Constituição de 1993 da Federação Russa.
Cada uma das 89 divisões federais da Rússia (incluindo dois anexados em 2014 e mais quatro em 2022, que não são reconhecidos pela comunidade internacional) – consistindo em 24 repúblicas, 48 oblasts, nove krais, três cidades federais, quatro okrugs autônomos e um oblast autônomo – envia dois senadores ao Conselho, totalizando 178 senadores. Além disso, a Constituição também prevê senadores da Federação Russa, que não podem ter mais de 30 (até sete vitalícios), bem como (opcionalmente) ex-presidentes como senadores vitalícios (a partir de 2020 não existem tais senadores vitalícios).
O conselho realiza suas sessões no Edifício Principal na Rua Bolshaya Dmitrovka, em Moscou, a antiga casa da Agência de Construção do Estado Soviético (Gosstroy), com mais escritórios e salas de comitês localizados na Rua Novy Arbat. Às duas casas da Assembleia Federal estão fisicamente separadas, com a Duma Federal residindo em outra parte de Moscou na Rua Okhotny Ryad. As sessões do Conselho da Federação ocorrem em Moscou de 25 de janeiro a 15 de julho e de 16 de setembro a 31 de dezembro. As sessões são abertas ao público, embora o local das sessões possa mudar se o Conselho da Federação assim o desejar, e sessões fechadas seguras podem ser convocadas.
Para fins de sucessão, o presidente do Conselho da Federação é o terceiro mais alto cargo, depois do presidente e do primeiro-ministro. No caso de incapacidade do Presidente e Primeiro Ministro, o presidente do Conselho da Federação torna-se Presidente em exercício da Federação Russa.

## História

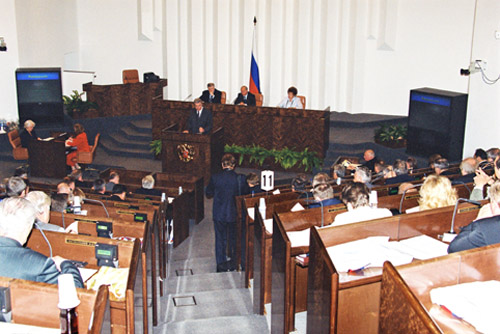
Presidente Vladimir Putin no Conselho da Federação. 21 de maio de 2002

A história moderna do Conselho da Federação começa durante a Crise constitucional russa de 1993, que opôs as impopulares reformas neoliberais e da estrutura governamental do presidente Boris Iéltsin contra o cada vez mais radical Congresso dos Deputados do Povo, a legislatura do país. Ao longo do ano, o congresso ficou cada vez mais insatisfeito com Iéltsin e a gestão de seu gabinete da economia russa em dificuldades, bem como com seus planos para uma nova constituição para a Federação Russa para substituir a Constituição da República Socialista Federativa Soviética da Rússia de 1978 ainda em vigor. Em meio à crise cada vez mais tensa, em 21 de setembro, Iéltsin emitiu o Decreto Presidencial n.º 1400. O decreto efetivamente descartou a reforma constitucional então em discussão, bem como dissolveu legalmente o Congresso dos Deputados do Povo, ordenando sua substituição por uma estrutura legislativa federal inteiramente nova e concedendo ao presidente maiores poderes executivos. Após uma guerra de palavras e atos de desafio de ambos os lados, o presidente Iéltsin terminou abruptamente a luta pelo poder governamental, ordenando que o exército russo bombardeasse e invadisse a Casa Branca da Rússia, o prédio legislativo, entre 2 e 4 de outubro de 1993.
Após o esmagamento do Congresso dos Deputados do Povo e outros membros dos governos federal e territorial que inicialmente apoiaram o que ele via como uma legislatura rebelde, Iéltsin passou a apresentar uma nova constituição. Com os eventos de 1993 muito em mente, Iéltsin elaborou uma constituição que exigia maiores poderes do poder executivo nas nomeações do primeiro-ministro, anulação de vetos e um conselho de segurança executivo mais forte. A constituição também previa a criação de uma Assembleia Federal bicameral, composta por uma Duma Federal e um Conselho da Federação. Embora um Conselho da Federação tivesse sido criado por Iéltsin em julho de 1993 para reunir representantes regionais (exceto a Chechênia) para apoiar um projeto anterior de uma constituição substituta ao documento de 1978, este Conselho da Federação deveria se tornar uma parte permanente da legislatura.
O procedimento de formação do Conselho da Federação por eleições realizadas de acordo com o sistema majoritário foi definido pelos Decreto Presidenciais n.º 1626 de 11 de outubro de 1993 "Sobre as Eleições para o Conselho da Federação da Assembleia Federal da Federação Russa" e n.º 1846 de 6 de novembro de 1993 "Sobre a Especificação da Resolução sobre Eleições de Deputados para a Duma Federal e Resolução sobre Eleições de Deputados para o Conselho da Federação da Assembleia Federal da Federação Russa em 1993".
Semelhante ao Senado dos Estados Unidos, o Conselho da Federação consistiria de dois representantes de cada uma das divisões federais da Rússia. Ao contrário da Duma Federal, que consistia em centenas de distritos em todo o país, o Conselho da Federação deveria atuar mais ou menos como a voz das subdivisões federadas da Rússia. O debate inicial sobre sua criação centrou-se em saber se o Conselho da Federação deveria ou não ser eleito. Para resolver alguns problemas na primeira eleição programada do Conselho em dezembro, Iéltsin emitiu o Decreto Presidencial n.º 1628 em 11 de outubro, estipulando que os candidatos para as primeiras eleições precisavam de pelo menos dois por cento, ou 25.000 assinaturas — o que fosse mais alto — de seu oblast, república, krai, okrug autônomo ou população da cidade federal. Isso ajudou as elites territoriais anteriores a permanecerem na política nacional. O decreto também estipulou um mandato único de dois anos antes de novas eleições em 1995.

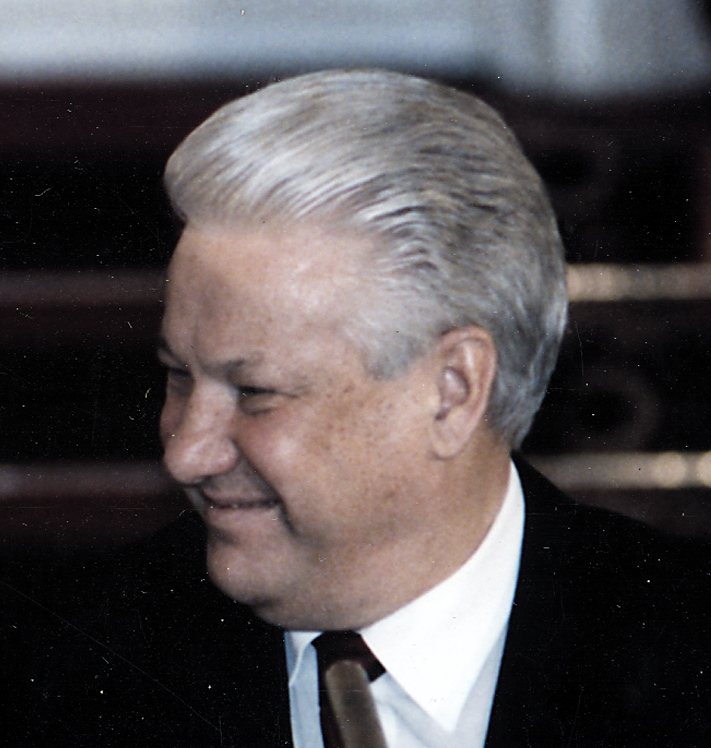
O presidente Boris Iéltsin foi fundamental na criação do Conselho da Federação em 1993.

As primeiras eleições do Conselho foram realizadas em 12 de dezembro de 1993, simultaneamente com as eleições para a Duma Federal e um referendo sobre a nova Constituição da Federação Russa. Com a constituição agora em vigor após sua aprovação bem-sucedida, as eleições para o Conselho deveriam ser franqueadas exclusivamente para as autoridades territoriais, com um senador eleito da legislatura do sujeito e o outro pelo poder executivo do sujeito. Este processo foi posteriormente codificado em 1995, quando expirou o primeiro mandato do Conselho.
A Constituição, no entanto, não especificava como os senadores deveriam ser eleitos. Em 1995, usando essa anomalia constitucional, os executivos regionais poderiam se sentar ex officio em seus próprios cargos executivos regionais e dentro do Conselho da Federação. Enquanto a Duma Federal realizou muitos dos debates sérios sobre a política russa durante esse período, o Conselho tornou-se um lobby para os interesses regionais, competindo pela atenção federal.
A ascensão do presidente Vladimir Putin após a renúncia de Iéltsin em 31 de dezembro de 1999 trouxe muito novas mudanças para o Conselho da Federação. Como parte dos seus principais objetivos políticos nos seus primeiros meses de mandato em 2000, Putin propôs uma lei de reforma para mudar a composição do Conselho, que permitiria que os governadores regionais designassem conselheiros, mas não fazer parte do Conselho, libertando-o do que Putin via como um flagrante nepotismo pessoal por parte dos líderes regionais. O Conselho resistiu furiosamente ao plano de Putin, consciente de que o seu papel na política federal, a sua própria capacidade de desfrutar dos frutos da vida em Moscou e a sua imunidade parlamentar acabariam. Com a Duma do Estado ameaçando anular um veto do Conselho, e as ameaças de Putin de abrir investigações criminais federais sobre governadores regionais, o Conselho recuou e apoiou a contragosto a lei em julho de 2000. No seu lugar, uma onda de novos senadores amigáveis ao Kremlin tomou os assentos vagos, com o apoio total de Putin. O último desses dois senadores-governadores foi retirado do cargo no início de 2002.
Após a crise dos reféns da escola de Beslan em setembro de 2004, o presidente Putin iniciou uma reformulação radical do sistema federal, propondo que as eleições diretas dos governadores regionais fossem substituídas por indicações do próprio presidente. Essas nomeações poderiam ser posteriormente confirmadas ou rejeitadas pelas legislaturas regionais. A medida colocou ainda mais controle sobre o Conselho pelo poder executivo, devido a leis que estipulam que os executivos regionais tenham voz na escolha dos delegados ao conselho da Federação.
Desde 2000, o Conselho da Federação permaneceu em grande parte um órgão estável. No entanto, os críticos acusaram as táticas de Putin na reforma do Conselho de serem flagrantemente antidemocráticas e antifederais, argumentando que as reformas criaram um órgão de carimbo de borracha para o poder executivo e o partido governante Rússia Unida, semelhante ao que o Soviete de Nacionalidades era durante o período soviético.

## Oficiais e membros
Conforme estabelecido no artigo 101 da Constituição russa, o Conselho da Federação "elegerá entre seus deputados o presidente do Conselho". Alguns dos deveres oficiais do Presidente incluem presidir sessões, formular e introduzir projetos de ordem do dia, emitir ordens e consultar os vários comitês do Conselho, atuar como representante oficial do Conselho na Assembleia Federal e assinar resoluções a serem passadas ao presidente ou à Duma Federal.
A atual presidente é Valentina Matviyenko.
Os senadores são capazes de manter a filiação em seus respectivos partidos, no entanto, eles são convidados a não trazer o faccionalismo partidário para o próprio plenário. Desde as reformas de 2000, o Conselho tem desfrutado de uma relação significativamente estreita com o Kremlin, ajudando a facilitar a aprovação de legislação chave que o Kremlin deseja.
De acordo com o artigo 98, todos os membros do Conselho gozam de imunidade de detenção, detenção e buscas. Em 2007, a lei do Conselho da Federação foi alterada, e agora um senador deve ter residido por pelo menos dez anos no território que está representando.
O status dos membros do Conselho da Federação é definido pela Lei Federal: "Sobre o Status dos Membros do Conselho da Federação e o Status do Deputado da Duma do Estado da Assembleia Federal da Federação Russa".

### Presidium
O presidium é composto por um presidente, quatro vice-presidentes e um secretário-geral.

### Afiliação política
Ao contrário da Duma Federal, com sua divisão de partidos e líderes, em 2002 os grupos parlamentares foram proibidos após a eleição de Mironov para a presidência e os procedimentos parlamentares para dissolver todas as facções políticas, embora os membros sejam afiliados a alguns dos principais partidos políticos russos.

## Eleições
Ao contrário da Duma Federal e das legislaturas provinciais em toda a Rússia, o Conselho não é eleito diretamente, mas sim escolhido por políticos territoriais, assemelhando-se em alguns aspectos à estrutura do Senado dos EUA antes da Décima Sétima Emenda em 1913. A única exclusão foi o primeiro conselho da Federação (1994 – 1996), que foi eleito em 12 de dezembro de 1993.
De acordo com o artigo 95, o Conselho é composto por representantes de cada assunto federal russo — dois de cada um. Um senador é eleito pela legislatura provincial, o outro é nomeado pelo governador provincial e confirmado pela legislatura. Antes de 2000, todos os governadores provinciais e chefes das legislaturas provinciais também eram membros do Conselho. Após a ascensão do presidente Putin à presidência russa, essa prática foi interrompida sob pressão do Kremlin, proibindo os governadores de ocupar cargos duplos.
Os mandatos do Conselho também não são fixados a nível nacional, devido à natureza territorial contínua da câmara. Em vez disso, os termos são determinados de acordo com os órgãos regionais que representam.
Em 2001 – 2004, os órgãos regionais puderam convocar seu senador pelo mesmo procedimento que o nomearam. Tais lembranças já ocorreram com bastante frequência. Mas uma nova lei aprovada em dezembro de 2004 exigia que um procedimento de recall fosse iniciado primeiro pelo presidente do Conselho da Federação. O procedimento não foi implementado desde então.
Em 1º de janeiro de 2013, a última Lei sobre o Procedimento para Formar o Conselho da Federação entrou em vigor: De acordo com a Lei, o Conselho da Federação é composto por dois delegados de cada componente constituinte russo, um representando a assembleia legislativa da região em questão e o outro representando as autoridades executivas provinciais. Haverá dois procedimentos eleitorais diferentes, um para cada tipo de membro. (Lei Federal nº 229, art. 1.1.) Os candidatos a senador da legislatura de um componente constituinte devem ser membros da assembleia legislativa da região componente. Ele ou ela será nomeado como candidato pelo presidente da assembleia legislativa regional, por uma facção do partido representada na assembleia ou por pelo menos um quinto dos membros da assembleia. Em seguida, a Assembleia Legislativa Regional votará em um dos candidatos indicados.
Uma emenda à lei foi aprovada em julho de 2014, que adiciona mais 17 senadores que são indicados pelo presidente.
O segundo tipo de delegado ao Conselho da Federação, o representante da autoridade executiva regional, é nomeado pelo Governador dessa componente constituinte (ou pelo Chefe dessa república autónoma). O delegado é selecionado entre três pessoas nomeadas pelos candidatos ao cargo de governador/chefe da região em questão. O vencedor da eleição para governador/liderança republicana nomeia um dos três que ele ou ela nomeou anteriormente para nomeação para o Conselho como senador da referida região.

## Poderes
Por ser a câmara alta da Assembleia Federal da Rússia, o Conselho da Federação é mais formal que a Duma. Por conta de sua estrutura federalista e votação restrita para as autoridades distritais, o Conselho é considerado menos volátil para mudanças radicais.
O Conselho tem o dever de cooperar com a Duma na criação e votação de projetos de leis. Leis federais envolvendo a receita, regulamentações de alfândegas, monitoramento do crédito e a ratificação de tratados internacionais são analisadas pelo Conselho somente após terem sido aprovadas pela Duma, onde a maioria das legislações são introduzidas.
Há poderes especiais outorgados somente ao Conselho da Federação. São eles:
- A aprovação de mudanças fronteiriças entre os distritos da Federação Russa;
- A aprovação do decreto da introdução da lei marcial, assinado pelo Presidente da Federação Russa;
- A aprovação do decreto da declaração de estado de emergência, assinado pelo Presidente da Federação Russa;
- A decisão da possibilidade do uso das Forças Armadas da Federação Russa fora de território russo;
- A declaração de eleições para Presidente da Federação Russa;
- O pedido de impeachment do Presidente da Federação Russa;
- A aprovação da nomeação presidencial dos juízes da Corte Constitucional da Federação Russa, da Suprema Corte da Federação Russa e do Supremo Tribunal Arbitral da Federação Russa;
- A aprovação da nomeação presidencial do Procurador-geral da Federação Russa;
- A indicação do chefe e de metade dos auditores do Tribunal de Contas.

Para a aprovação de leis, são necessários os votos de mais da metade dos 170 senadores. Quanto à leis federais constitucionais, 3/4 do total de senadores do Conselho deve votar a favor. Se o Conselho veta uma lei aprovada pela Duma, as duas câmaras devem formar um Comitê de Conciliação, para que seja criado um documento de compromisso, que passaria por uma nova votação em ambas as câmaras. O veto do Conselho da Federação pode ser anulado caso 2/3 dos deputados da Duma votem pela aprovação do decreto em questão.
Leis federais envolvendo a receita, taxas e impostos federais, regulamentações financeiras, monetárias, de crédito e alfandegárias, emissão de valores, ratificação de tratados internacionais da Federação Russa, a condição e a defesa das fronteiras nacionais da Federação Russa e tratados de paz e de guerra devem ser analisadas pelo Conselho somente após terem sido aprovadas pela Duma.

### Comitês

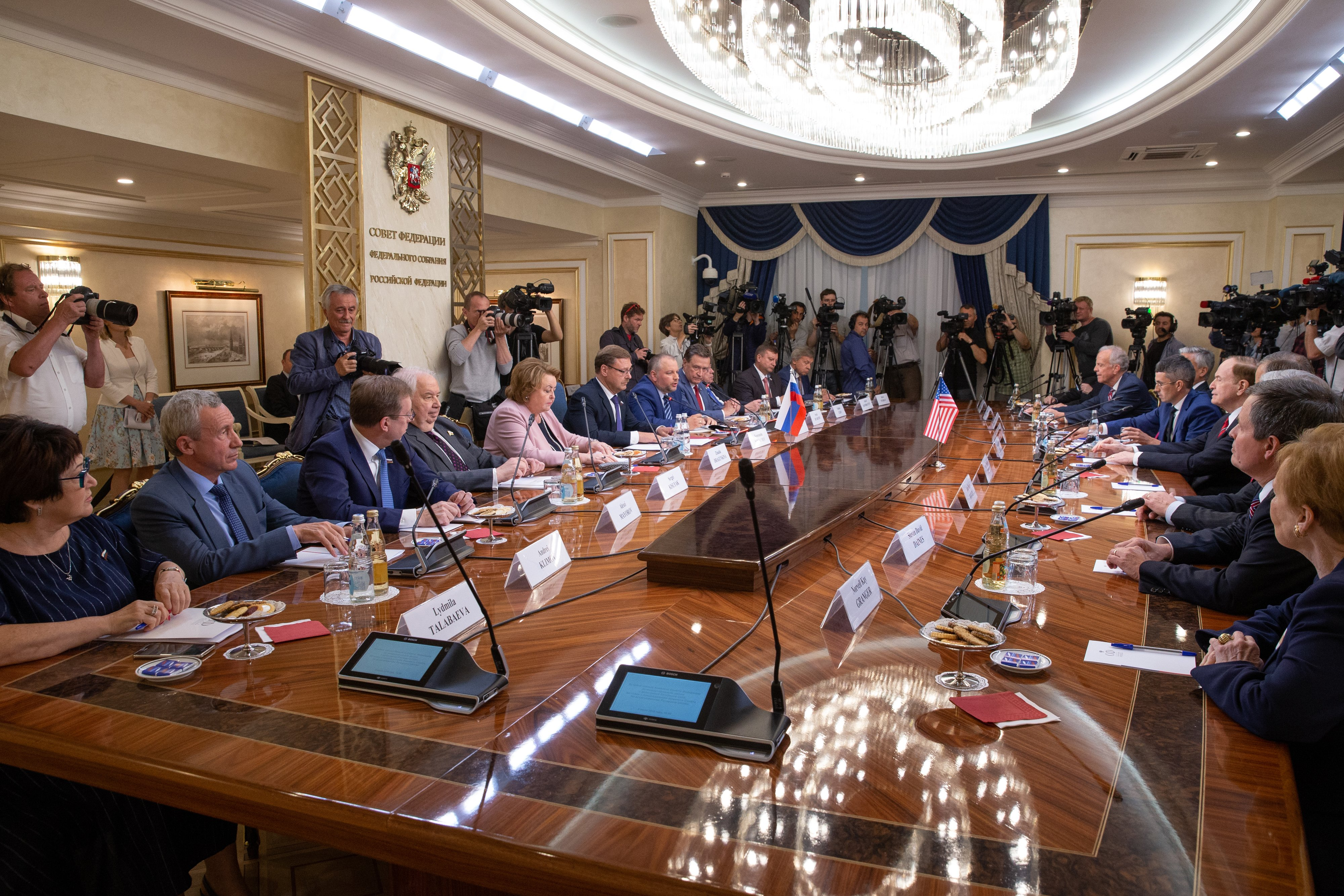
Delegação do Congresso dos Estados Unidos no Conselho da Federação da Rússia, 3 de julho de 2018

Os comités constituem uma componente essencial da estrutura do Conselho. Dezesseis comissões e sete comissões existem para que os senadores considerem a legislação e a política sobre uma série de questões que vão desde assuntos externos, assuntos federais e juventude e esportes. A liderança nesses comitês é determinada pelo Presidente do Conselho, que permanece em correspondência com suas conclusões. Esses comitês incluem:
- Comissão de Legislação Constitucional
- Comissão dos Assuntos Jurídicos e Judiciais
- Comissão da Defesa e da Segurança
- Comissão dos Orçamentos
- Comissão dos Mercados Financeiros e da Circulação Cambial
- Comissão dos Assuntos Externos
- Comité da Comunidade de Estados Independentes
- Comissão dos Assuntos Federais e das Políticas Regionais
- Comissão do Poder Local
- Comité de Política Social
- Comissão da Política Económica, das Empresas e da Propriedade
- Comité de Política Industrial
- Comissão dos Recursos Naturais e da Protecção do Ambiente
- Comissão das Políticas Alimentares e Agrícolas
- Comissão da Ciência, Cultura, Educação, Saúde Pública e Ecologia
- Comité dos Territórios do Norte e das Minorias Indígenas
- Comissão de Ordens Permanentes e Organização Parlamentar de Desempenho
- Comissão de Monitoramento de Manutenção de Desempenho do Conselho da Federação
- Comissão sobre Formas e Meios de Implementação dos Poderes Constitucionais do Conselho da Federação
- Comissão para a Interação com a Câmara de Contas da Federação Russa
- Comissão para a Juventude e o Desporto
- Comissão da Política de Informação
- Comissão dos Monopólios Naturais

## Presidentes do Conselho da Federação

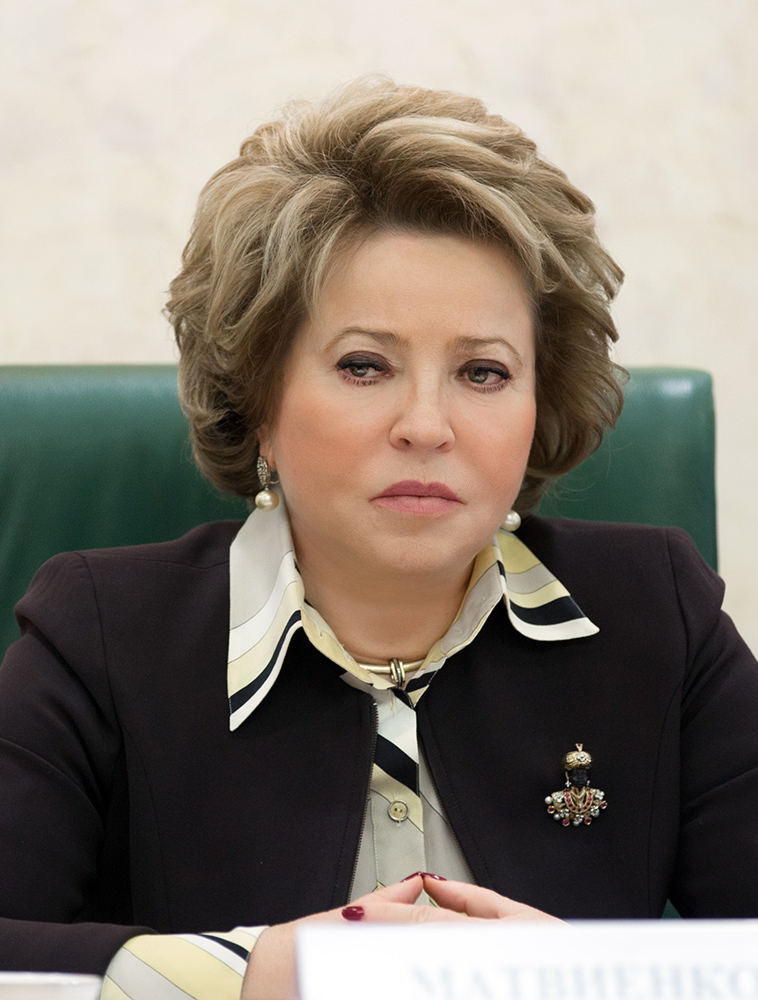
Valentina Matvienko é a atual Presidente do Conselho da Federação

- Vladimir Shumeyko 13 de janeiro de 1994 - 23 de janeiro de 1996
- Yegor Stroyev 23 de janeiro de 1996 - 5 de dezembro de 2001
- Sergey Mironov 5 de dezembro de 2001 - 18 de maio de 2011
  - Aleksander Torshin 19 de maio - 21 de setembro de 2011 (Interino)
- Valentina Matvienko 21 de setembro de 2011 – Incumbente

## Enviados Presidenciais ao Conselho da Federação
- Aleksandr Yakovlev (18 de fevereiro de 1994 - 10 de fevereiro de 1996; como enviado presidencial à Assembleia Federal)
- Anatoly Sliva (10 de fevereiro de 1996 - 27 de outubro de 1998)
- Yury Yarov (7 de dezembro de 1998 - 13 de abril de 1999)
- Vyacheslav Khizhnyakov (12 de maio de 1999 - 5 de abril de 2004)
- Alexander Kotenkov (5 de abril de 2004 - 30 de outubro de 2013)
- Artur Muravyov (Desde 30 de outubro de 2013)[6][7]